# ルーキー囲碁英雄戦
ジョア製薬杯ルーキー囲碁英雄戦（ジョアせいやくはい ルーキーいごえいゆうせん、조아제약배 루키바둑 영웅전의）は、韓国の囲碁の若手棋士による棋戦。2023年から開催。
2018-22年に実施されたジョア製薬ルーキー囲碁リーグ（조아제약 루키바둑리그가）の後継棋戦として創設された。
- 主催 韓国棋院
- 後援 ジョア製薬
- 優勝賞金 1000万ウォン

## 方式
- 出場者は、第1回は2004年以降出生者、第2回は2005年以降出生者で、プロ、アマチュアの予選通過者8名。
- 持時間はフィッシャー方式20分、追加時間20秒

## 過去の優勝者と決勝戦
（左が優勝者）
- 第1回 2023年 金恩持 - 権孝珍
- 第2回 2024年 韓友賑 - 許才源

## 注
1. ↑  韓国棋院「조아제약배 루키바둑 영웅전 첫 대회 개막!」2023.6.7